# カミル・ピョンツコフスキ
カミル・ピョンツコフスキ（Kamil Piątkowski, 2000年6月22日 - ）は、ポーランド・ポトカルパチェ県ヤスウォ出身のサッカー選手。グラナダCF所属。ポジションはDF。

## クラブ経歴
2016年にラクフ・チェンストホヴァのユースアカデミーに入所。2018年にチームIIに昇格し、翌年トップチームに昇格。同年8月19日のレヒア・グダニスク戦でプロデビュー。以降出場機会を増やし、先発に定着。プロ1年目の2019-20シーズンは24試合1ゴールを記録。
2021年2月1日、レッドブル・ザルツブルクと5年契約を締結し、同年7月より加入することが発表。2020-21シーズンはエクストラクラサで2位に入り、国内カップ戦ポーランド・カップで優勝した。
2023年1月17日、2022-23シーズン終了までKAAヘントにレンタル移籍されることが発表された。
2024年1月5日、2023-24シーズン終了時までの契約でスペインのグラナダCFへレンタル移籍をした。

## 代表経歴
2018年よりユース世代のポーランド代表に招集。2021年3月にフル代表に初招集。29日の2022 FIFAワールドカップ・ヨーロッパ予選のアンドラ戦で先発で起用され、代表デビュー戦を3-0で勝利。5月にはUEFA EURO 2020の代表にも選出された。

## 人物
- ポーランド代表に初招集を受けた2021年3月に、COVID-19に感染するアクシデントに遭遇したが、無事に回復した[7]。

## タイトル

### クラブ
ラコフ・チェンストホヴァ
- ポーランド・カップ : 1回 (2020-21)

レッドブル・ザルツブルク
- オーストリア・ブンデスリーガ : 1回 (2021-22)
- オーストリア・カップ : 1回 (2021-22)